# Меленчук, Емельян Андреевич
Емелья́н Андре́евич Меленчу́к (1871 — после 1917) — член II Государственной думы от Бессарабской губернии.

## Биография

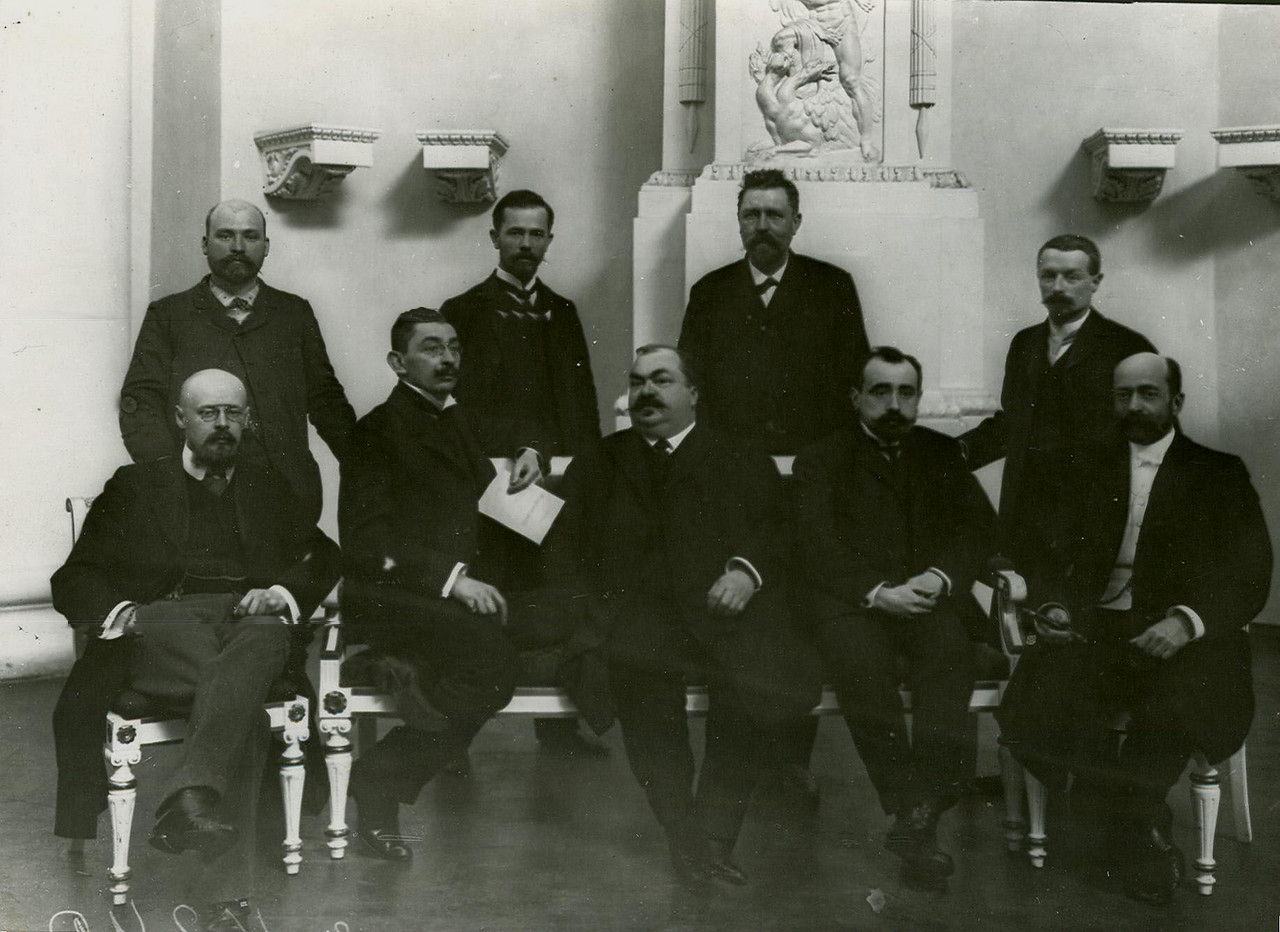
Члены 2-й Государственной думы от Бессарабской губернии. Е. А. Меленчук — крайний слева, стоит.

Православный, крестьянин села Делакеу Телецкой волости Бендерского уезда.
Окончил четырёхклассное духовное училище.
Занимался земледелием (10½ десятин). Состоял волостным старшиной. Был членом Союза русского народа.
В феврале 1907 года был избран в члены II Государственной думы от Бессарабской губернии съездом уполномоченных от волостей. Входил в группу беспартийных. После Третьеиюньского переворота подписал телеграмму на имя царя с благодарностью за роспуск Думы и изменение избирательного закона.
Затем избирался гласным Бендерского уездного (1909—1917) и Бессарабского губернского (1912—1917) земских собраний, членом Бендерской уездной земской управы (1909—1917).
Судьба после 1917 года неизвестна.